# Jorrit Bergsma
Jacob Jorrit Bergsma (Oldeboorn, 1 de febrero de 1986) es un deportista neerlandés que compite en patinaje de velocidad sobre hielo. Está casado con la patinadora Heather Richardson.
Participó en tres Juegos Olímpicos de Invierno, obteniendo tres medallas, oro y bronce en Sochi 2014, en las pruebas de 10 000 m y 5000 m, y plata en Pyeongchang 2018, en los 10 000 m, y el cuarto lugar en Pekín 2022 (10 000 m).
Ganó trece medallas en el Campeonato Mundial de Patinaje de Velocidad sobre Hielo en Distancia Individual entre los años 2012 y 2023, y una medalla de plata en el Campeonato Europeo de Patinaje de Velocidad sobre Hielo en Distancia Individual de 2022.

## Palmarés internacional
| Juegos Olímpicos                           | Juegos Olímpicos                | Juegos Olímpicos  | Juegos Olímpicos        |
| Año                                        | Lugar                           | Medalla           | Prueba                  |
| ------------------------------------------ | ------------------------------- | ----------------- | ----------------------- |
| 2014                                       | Sochi (Rusia)                   | Medalla de oro    | 10 000 m                |
| 2014                                       | Sochi (Rusia)                   | Medalla de bronce | 5000 m                  |
| 2018                                       | Pyeongchang (Corea del Sur)     | Medalla de plata  | 10 000 m                |
| Campeonato Mundial en Distancia Individual |                                 |                   |                         |
| Año                                        | Lugar                           | Medalla           | Prueba                  |
| 2012                                       | Heerenveen (Países Bajos)       | Medalla de plata  | 10 000 m                |
| 2013                                       | Sochi (Rusia)                   | Medalla de oro    | 10 000 m                |
| 2013                                       | Sochi (Rusia)                   | Medalla de plata  | 5000 m                  |
| 2015                                       | Heerenveen (Países Bajos)       | Medalla de oro    | 10 000 m                |
| 2015                                       | Heerenveen (Países Bajos)       | Medalla de plata  | 5000 m                  |
| 2016                                       | Kolomna (Rusia)                 | Medalla de plata  | 5000 m                  |
| 2017                                       | Gangneung (Corea del Sur)       | Medalla de oro    | Persecución por equipos |
| 2017                                       | Gangneung (Corea del Sur)       | Medalla de plata  | 5000 m                  |
| 2017                                       | Gangneung (Corea del Sur)       | Medalla de plata  | 10 000 m                |
| 2019                                       | Inzell (Alemania)               | Medalla de oro    | 10 000 m                |
| 2020                                       | Salt Lake City (Estados Unidos) | Medalla de oro    | Salida en grupo         |
| 2021                                       | Heerenveen (Países Bajos)       | Medalla de plata  | 10 000 m                |
| 2023                                       | Heerenveen (Países Bajos)       | Medalla de plata  | 10 000 m                |
| Campeonato Europeo en Distancia Individual |                                 |                   |                         |
| Año                                        | Lugar                           | Medalla           | Prueba                  |
| 2022                                       | Heerenveen (Países Bajos)       | Medalla de plata  | 5000 m                  |